# ジョン・デンマン
ジョン・アンソニー・デンマン（John Anthony Denman, 1933年7月23日 - 2001年11月6日）は、イギリスのクラリネット奏者。年少のクラリネット学習者のための「キンダー・クラリ」の考案者でもある。
ロンドンの生まれ。王立陸軍音楽学校に学び、ライフガーズの軍楽隊でクラリネット独奏を担当した。その後、ロンドン交響楽団やイングリッシュ・ナショナル・オペラ等、ロンドンの主要オーケストラの首席クラリネット奏者を歴任。1976年にアメリカに移住し、アリゾナ大学でクラリネット教師を務め、1999年までツーソン交響楽団の首席クラリネット奏者を務めた。また、ツーソン交響楽団在籍時には、同楽団のポップス・コンサートのディレクターも務めていた。アメリカに移住後はジャズも演奏するようになり、バディ・デフランコらとも共演したり、モントルー・ジャズ・フェスティバルに度々登場したりした。
ツーソンにて死去。